# Matti Kuparinen
Matti Tapani "Kupru" Kuparinen, född 16 oktober 1984 i Björneborg, är en finsk före detta professionell ishockeyspelare som spelade 15 säsonger i FM-ligan mellan 2003 och 2018 för klubbarna Ässät, KalPa och IFK Helsingfors. Han har även spelat för Avangard Omsk i KHL och HC Bolzano i EBEL. Kuparinen var Ässäts lagkapten under sex säsonger. Han var även assisterande kapten för Ässät, KalPa och HIFK.
Efter ishockeykarriären har han arbetat som idrottsfysioterapeut för Ässät och en kort tid som assisterande tränare för Ässät J18.

## Karriär

### Klubblag

#### Ässät Björneborg
Kuparinen debuterade i Ässät Björneborgs A-lag i FM-ligan säsongen 2003/04. Under sin första säsong gjorde Kuparinen fem poäng på 36 matcher. Kuparinen spelade sin debutmatch mot derbyrivalen Lukko Raumo den 23 oktober 2003. Han gjorde sitt första mål mot Lukko den 17 januari 2004. I april 2004 skrev han på en tvåårig kontraktsförlängning med Ässät.
Under sin andra säsong spelade Kuparinen 25 matcher utan poäng. Han var skadad under större delen av säsongen. Under säsongen 2005/06 gjorde Kuparinen 13 poäng på 56 matcher, och spelade mestadels på fjärde kedjan med Juha Kiilholma och Patrik Forsbacka. Ässät tilldelades FM-ligans silvermedaljer efter att ha förlorat mot HPK Tavastehus i finalen. I februari 2006 skrev han återigen på en tvåårig kontraktsförlängning med Ässät.
Säsongen 2006/07 valdes Kuparinen till assisterande kapten för Ässät. Han spelade säsongen i fjärde och första kedjan. I första kedjan hade Kuparinen ett defensivt ansvar. Han gjorde 21 poäng under grundserien och samlade på sig 137 utvisningsminuter. I januari 2007 förlängde han sitt kontrakt i Ässät med ett år. I mitten av säsongen 2007-2008 gav Pasi Peltonen sin kaptensroll till Kuparinen.
Säsongen 2008/09 gjorde Kuparinen 28 poäng på 49 grundseriematcher. Han var Ässäts tredje bästa målskytt, oavgjort med Derek Damon. Kuparinen skadades med ett brutet revben i januari 2009. Samma månad skrev han på en ettårig kontraktsförlängning med Ässät. Ässät slog Vasa Sport i den sjunde matchen i kvalserien för att behålla sin plats i FM-ligan. Kuparinens säsong 2009/10 stördes av knäskador. Han spelade i 32 matcher och gjorde 21 poäng. I januari 2010 skrev han på en ettårig kontraktsförlängning igen. Säsongen 2010/11 gjorde Kuparinen 37 poäng.

#### KalPa Kuopio och Avangard Omsk
För säsongen 2011/12 skrev Kuparinen på ett tvåårskontrakt med Kalevan Pallo. Han spelade sin karriärs bästa säsong och gjorde 43 poäng i grundserien. Han valdes till månadens spelare i oktober. I november 2011 skrev han på en treårig förlängning av kontraktet med KalPa.
Kuparinen blev KalPas assisterande kapten för säsongen 2012/13. Han spelade bara åtta matcher innan KalPa sålde honom till Avangard Omsk i ryska KHL. Han lämnade Avangard efter första säsongen, eftersom klubbens tränare inte ville ha kvar honom.

#### IFK Helsingfors
Kuparinen skrev ett ettårskontrakt med IFK Helsingfors för säsongen 2013/14 i FM-ligan. På grund av skador spelade han bara 12 matcher, men han skrev ändå på en ettårig kontraktsförlängning med HIFK.

#### Åter i Ässät
2015 flyttade Kuparinen tillbaka till sin fostrarklubb, Ässät Björneborg, med ett tvåårskontrakt. Under sin första säsong spelade han bara 24 matcher och gjorde åtta poäng.
Kuparinen valdes till Ässäts kapten för säsongen 2016/17. I februari 2017 skrev Kuparinen på en ettårig kontraktsförlängning med Ässät. Säsongen 2017/18 gjorde Kuparinen 21 poäng på 56 grundseriematcher.

#### Karriären avslutas med HC Bolzano
För säsongen 2018/19 skrev Kuparinen på ett ettårskontrakt med den italienska klubben HC Bolzano, som spelar i österrikiska EBEL. Han gjorde 12 poäng på 53 matcher med Bolzano. I september 2019 meddelade Kuparinen på sitt Twitter-konto att hans ishockeykarriär hade tagit slut.

## Privatliv
Kuparinens far Risto Kuparinen, som avled 2020, var Ässäts vd. Han hade också haft många roller i Finlands Ishockeyförbund. Kuparinens syster, Anne Kuparinen, var ordförande i Ässäts juniorklubbar. Hans bror, Markku, har också spelat ishockey, men aldrig professionellt. Han spelade en säsong med HC Dalen i Division 1.
Kuparinen och hans fru har två barn, en son och en dotter.

## Statistik
| 2000–01         | Ässät Jr.       | Fin-Jr. 2       | 2   | 0  | 1   | 1   | 2   | —  | — | —  | —  | —  |
| 2001–02         | Ässät Jr.       | Fin-Jr. 2       | 11  | 5  | 3   | 8   | 31  | 7  | 1 | 0  | 1  | 4  |
| 2002–03         | Ässät Jr.       | Fin-Jr.         | 34  | 8  | 7   | 15  | 87  | —  | — | —  | —  | —  |
| 2003–04         | Ässät Jr.       | Fin-Jr.         | 20  | 6  | 15  | 21  | 34  | —  | — | —  | —  | —  |
| 2003–04         | Ässät           | FM-L            | 36  | 1  | 4   | 5   | 24  | —  | — | —  | —  | —  |
| 2004–05         | Ässät Jr.       | Fin-Jr.         | 17  | 4  | 14  | 18  | 67  | —  | — | —  | —  | —  |
| 2004–05         | Ässät           | FM-L            | 25  | 0  | 0   | 0   | 16  | —  | — | —  | —  | —  |
| 2005–06         | Ässät           | FM-L            | 56  | 4  | 9   | 13  | 54  | 14 | 2 | 4  | 6  | 6  |
| 2006–07         | Ässät           | FM-L            | 54  | 5  | 16  | 21  | 137 | —  | — | —  | —  | —  |
| 2007–08         | Ässät           | FM-L            | 52  | 2  | 14  | 16  | 93  | —  | — | —  | —  | —  |
| 2008–09         | Ässät           | FM-L            | 49  | 13 | 15  | 28  | 62  | —  | — | —  | —  | —  |
| 2009–10         | Ässät           | FM_L            | 32  | 5  | 16  | 21  | 36  | —  | — | —  | —  | —  |
| 2010–11         | Ässät           | FM-L            | 60  | 11 | 26  | 37  | 52  | 6  | 2 | 1  | 3  | 18 |
| 2011–12         | KalPa           | FM-L            | 55  | 10 | 33  | 43  | 75  | —  | — | —  | —  | —  |
| 2012–13         | KalPa           | FM-L            | 8   | 2  | 5   | 7   | 6   | —  | — | —  | —  | —  |
| 2012–13         | Avangard Omsk   | KHL             | 30  | 3  | 5   | 8   | 36  | 12 | 0 | 0  | 0  | 4  |
| 2013–14         | HIFK            | FM-L            | 12  | 1  | 2   | 3   | 6   | 1  | 0 | 0  | 0  | 2  |
| 2014–15         | HIFK            | FM-L            | 48  | 8  | 8   | 16  | 59  | 8  | 0 | 1  | 1  | 2  |
| 2015–16         | Ässät           | FM-L            | 24  | 2  | 6   | 8   | 6   | —  | — | —  | —  | —  |
| 2016–17         | Ässät           | FM-L            | 49  | 5  | 9   | 14  | 59  | 3  | 2 | 1  | 3  | 0  |
| 2017–18         | Ässät           | FM-L            | 56  | 5  | 16  | 21  | 26  | 6  | 2 | 2  | 4  | 0  |
| 2018–19         | HC Bolzano      | EBEL            | 53  | 3  | 9   | 12  | 36  | 5  | 0 | 0  | 0  | 0  |
| FM-ligan totalt | FM-ligan totalt | FM-ligan totalt | 616 | 74 | 179 | 253 | 711 | 45 | 8 | 11 | 19 | 32 |